# Lijst van voetbalinterlands Australië - Ghana
Deze lijst van voetbalinterlands is een overzicht van alle officiële voetbalwedstrijden tussen de nationale teams van Australië en Ghana. De landen speelden tot op heden zeven keer tegen elkaar. De eerste ontmoeting was een vriendschappelijke wedstrijd op 18 juni 1995 in Sydney. Het laatste duel, een groepswedstrijd tijdens het Wereldkampioenschap voetbal 2010, werd gespeeld in Rustenburg (Zuid-Afrika) op 19 juni 2010.

## Wedstrijden
| № | Plaats     | Datum             | Competitie        | Wedstrijd         | Uitslag |
| - | ---------- | ----------------- | ----------------- | ----------------- | ------- |
| 1 | Sydney     | 18 juni 1995      | Vriendschappelijk | Australië – Ghana | 2 – 1   |
| 2 | Adelaide   | 21 juni 1995      | Vriendschappelijk | Australië – Ghana | 1 – 0   |
| 3 | Perth      | 24 juni 1995      | Vriendschappelijk | Australië – Ghana | 0 – 1   |
| 4 | Durban     | 14 september 1996 | Vriendschappelijk | Australië – Ghana | 2 – 0   |
| 5 | Londen     | 14 november 2006  | Vriendschappelijk | Australië – Ghana | 1 – 1   |
| 6 | Sydney     | 23 mei 2008       | Vriendschappelijk | Australië – Ghana | 1 – 0   |
| 7 | Rustenburg | 19 juni 2010      | WK 2010           | Ghana – Australië | 1 – 1   |

## Samenvatting
| Competitie        | Totaal gespeeld | Winst Australië | Gelijk | Winst Ghana | Doelsaldo Australië – Ghana |
| ----------------- | --------------- | --------------- | ------ | ----------- | --------------------------- |
| WK-eindronde      | 1               | 0               | 1      | 0           | 1 − 1                       |
| Vriendschappelijk | 6               | 4               | 1      | 1           | 7 − 3                       |
| Totaal            | 7               | 4               | 2      | 1           | 8 − 4                       |

Wedstrijden bepaald door strafschoppen worden, in lijn met de FIFA, als een gelijkspel gerekend.

## Details

### Zevende ontmoeting
| WK 2010 (Rustenburg, Zuid-Afrika, 19 juni 2010): |       |                  |
| Ghana                                            | 1 – 1 | Australië        |
| Asamoah Gyan 25' (pen.)                          | goals | 11' Brett Holman |